# NGC 6395
NGC 6395 is een spiraalvormig sterrenstelsel in het sterrenbeeld Draak. Het hemelobject werd op 18 september 1884 ontdekt door de Amerikaanse astronoom Edward D. Swift.

## Synoniemen
- UGC 10876
- MCG 12-16-39
- ZWG 339.44
- IRAS 17272+7108
- PGC 60291